# Wilgensteltmot
De wilgensteltmot (Caloptilia stigmatella) is een nachtvlinder uit de familie Gracillariidae, de mineermotten.
De spanwijdte varieert van 12 tot 14 millimeter.